# مقابلات أسامة بن لادن

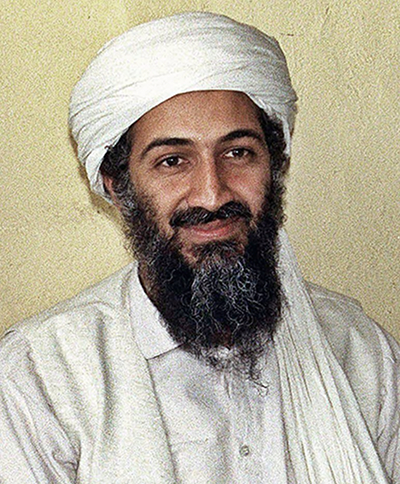
أسامة بن لادن خلال مقابلة ما بين مارس 1997 ومايو 1998.

أجريت عدة مقابلات مع أسامة بن لادن في وسائل الإعلام العالمية، ومن أشهر هذه المقابلات المقابلة التي أجراها الباحث المتخصص في شؤون الشرق الأوسط روبرت فيسك.

## ذي إندبندنت: 1993 و1997

مقالة روبرت فيسك عن أسامة بن لادن سنة 1993.

أجرى الصحفي في جريدة ذي إندبندنت روبرت فيسك مقابلتين صحفيتين مع أسامة بن لادن، الأولى في عام 1993 حيث كانت أول كانت أول مقابلة صحفية لابن لادن مع صحفي غربي، وكان بعنوان «محارب ضد السوفيت يضع جيشه على طريق السلام»، تحدث فيها تجنيد بن لادن للمجاهدين، وبناء الطرق ومشاريعه في السودان.
المقابلة الثانية كانت في 20 مارس 1997، بعدما أعلن بن لادن الحرب على الولايات المتحدة، حيث قال خلال المقابلة: «نحن لا نزال في بداية العمل العسكري ضد القوات الأمريكية.»

## سي إن إن: 1997
أجرى بيتر آرنت من شبكة سي إن إن مقابلة مع بن لادن في مارس 1997 بعد أن أعلن بن لادن الجهاد ضد الولايات المتحدة، سأله آرنت خلال اللقاء «ما هي خططك المستقبلية؟»، فرد بن لادن: «سوف تراها وتسمع عنها في وسائل الإعلام إن شاء الله».

## حامد مير: 1997 و1998 و2001

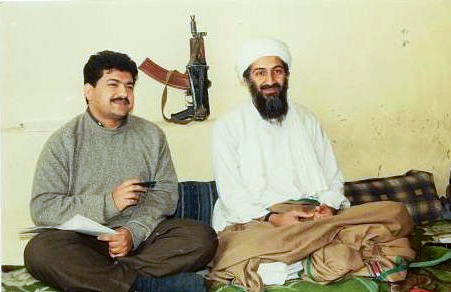
حامد مير خلال مقابلته مع زعيم تنظيم القاعدة أسامة بن لادن.

كان حامد مير أول صحفي باكستاني يتمكن من إجراء مقابلة مع أسامة بن لادن. نُشرت أول مقالة لحامد مير مع بن لادن في جريدة «باكستان اليومية» في مارس 1997 والتي أجراها في كهف من كهوف تورا بورا شرق أفغانستان. ثم أجرى مقابلة ثانية نُشرت في جريدة «أوسيف اليومية» في مايو 1998 في مخبأ بالقرب من مطار قندهار الدولي. ثم المقابلة الثالثة التي أجراها بعد هجمات 11 سبتمبر في 8 نوفمبر 2001 في مكان مجهول بالقرب من كابول ونُشرت على جريدة داون وأوسيف.

## إيه بي سي: 1998
مقابلة مسجلة في مايو 1998 قبل تفجير سفارتي الولايات المتحدة في كينيا وتنزانيا، ويتلقى فيها بن لادن الأسئلة من بعض أتباعه في مخيم في جنوب أفغانستان، ويجيب على أسئلتهم. وفي الجزء الأخير من المقابلة يسأل مراسل إيه بي سي جون ميلر المزيد من الأسئلة.

## تايم: 1999
استطاع الصحفي الباكستاني رحيم الله يوسفزئي في عام 1999 إجراء مقابلة مع بن لادن في أفغانستان في ولاية هلمند استمرت لمدة أربع ساعات. ظهر بن لادن في صحة جيدة، على الرغم من معاناته آلام في الحلق وآلام في الظهر، حيث كان يسير بين الصخور بمساعدة عصا. أُذيعت المقابلة في 11 يناير 1999 على مجلة تايم آسيا.

## أمت: 2001
أجرت جريدة أمت الباكستانية مقابلة مع أسامة بن لادن بعد أسابيع من هجمات 11 سبتمبر على الولايات المتحدة. تُرجم اللقاء إلى اللغة الإنجليزية بواسطة بي بي سي.

## مزيد من القراءة
- Berner، Brad K. (2007). Jihad: Bin Laden in His Own Words : Declarations, Interviews, and Speeches. Peacock Books. ISBN:9788124801123. مؤرشف من الأصل في 2019-03-31.

## وصلات خارجية
- NIDA'UL ISLAM Interview, 1996
- Arnett interview, March 1997
- Fisk interview transcript, 1997